# Marianne Adelaide Hedwig Dohm
Marianne Adelaide Hedwig Dohm, nata Schlesinger (Berlino, 20 settembre 1831 – Berlino, 1º giugno 1919), è stata una scrittrice e femminista tedesca. 
Fu una delle prime teoriche femministe e attribuì gli specifici comportamenti di genere a influenze culturali piuttosto che alla determinazione biologica.

## Biografia
Marianne Adelaide Hedwig (detta Hedwig) Schlesinger era la terza dei diciotto figli del produttore di tabacco Gustav Adolph Gotthold Schlesinger (nato Elchanan Cohen Schlesinger) e di sua moglie Wilhelmine Henriette Jülich. Nacque fuori del matrimonio, come nove dei suoi fratelli perché i loro genitori furono impossibilitati a sposarsi fino al 1838, anno della morte del nonno dopo la morte del nonno paterno. Costui aveva infatti minacciato di diseredare il figlio se avesse sposato Wilhelmine Henriette Jülich, che era una figlia illegittima. Il padre di Hedwig Dohm era di origine ebrea ma si convertì al protestantesimo nel 1817 e nel 1851 mutò il proprio cognome in Schleh. Alle ragazze Schlesinger fu consentita un'istruzione estremamente limitata, a differenza dei loro fratelli che poterono frequentare il Gymnasium. Tuttavia, sin da ragazza Hedwig s'appassionò agli ideali della Bildung tedesca, leggendo in segreto tutto quello che le capitava tra le mani, finendo per superare i fratelli.
A quindici anni Hedwig dovette abbandonare la scuola per dare una mano in famiglia. Tre anni dopo le si consentì di partecipare ad un seminario dedicato agli insegnanti. Nel 1853 sposò Ernst Dohm, redattore della rivista satirica Kladderadatsch con cui ebbe cinque figli, tra il 1854 ed il 1860. L'unico figlio maschio Hans Ernst (nato nel 1854) morì all'età di undici anni, mentre le sue quattro figlie, Gertrude Hedwig Anna, più tardi nota come Hedwig Pringsheim, (1855-1942), Ida Marie Elsbeth "Else" (nata nel 1856), Marie Adelheid Pauline (nata nel 1858) ed Eva (nata nel 1859, sposò in prime nozze Max Klein, ed in seconde Georg Bondi) ricevettero una solida educazione e formazione professionale. Hedwig Dohm fu la nonna materna di Katia Pringsheim, moglie di Thomas Mann. I Dohm frequentarono i circoli intellettuali di Berlino. Hedwig acquisì da autodidatta le conoscenze necessarie per la sua prima pubblicazione "Die spanische National-Literatur in ihrer geschichtlichen Entwicklung" (La letteratura nazionale spagnola nel suo sviluppo storico), che uscì nel 1867. Nella prima metà degli anni Settanta dell'Ottocento uscirono i quattro saggi di argomento femminista, con cui Hedwig chiese la piena parità giuridica, sociale ed economica tra uomini e donne. Inoltre nel 1873 fu tra i primi a richiedere il diritto di voto per le donne in Germania. Questi suoi quattro saggi la resero celebre dal giorno alla notte, venendo però accolti con critiche feroci non solo dagli ambienti conservatori, ma anche dalle file del movimento femminile dell'epoca. Le teorie della Dohms apparvero troppo radicali, concentrandosi soprattutto sulla domanda di una migliore educazione per le ragazze madri e di assistenza alle madri single con handicap o ritardi. Sulla fine degli anni Settanta dell'Ottocento Hedwig dohm pubblicò parecchie commedie, che vennero tutte messe in scena con grande successo nel Teatro Reale di Berlino. 
Nel 1883 suo marito Ernst morì, dopo una lunga malattia. Dopo la sua morte Hedwig Dohm cominciò a scrivere romanzi e racconti brevi. Quando l'ala radicale del movimento femminista si rafforzò alla fine del 1880, tornò a pubblicare diverse pubblicazioni politiche in giornali e riviste. Inoltre, fu cofondatrice di diverse organizzazioni radicali, tra cui l'Associazione Donne della Riforma (successivamente Associazione dell'Educazione Femminile e degli Studi delle Donne), che promossero campagna per una riforma del sistema educativo globale e degli studi delle donne in particolare. Hedwig Dohm si unì alla Società del Bene Femminile della radicale Minna Cauer ed all'età di 74 anni prese parte quale membro alla riunione inaugurale dell'Associazione per la maternità e la riforma sessuale di Helene Stöckers. Fino alla sua morte, avvenuta nel 1919, pubblicò diversi volumi di saggi, e quasi un centinaio di articoli su quotidiani e riviste in cui s'espresse e prese posizione in dibattiti attuali in ambito politico e letterario.
Durante la prima guerra mondiale Hedwig Dohm fu una dei pochi intellettuali che s'opposero sin dall'inizio al conflitto, affrontando in chiave critica il patriottismo sciovinista imperversante in Germania. Nei suoi ultimi scritti, pubblicati per lo più nella rivista esplicitamente pacifista Die Aktion di Franz Pfemfert, s'identificò come una intransigente pacifista. Visse abbastanza per assistere all'introduzione del suffragio femminile in Germania nel 1918. Morì il 1º giugno 1919. Hedwig Dohm è sepolta nel Matthäus-Friedhof di Berlino-Schöneberg. La Federazione dei Giornalisti ha assicurato la tomba per altri 20 anni e ha eretto un memoriale, il 22 settembre 2007.

## Vita privata
Suo marito fu Ernst Dohm e sua figlia fu Hedwig Pringsheim, moglie di Alfred Pringsheim. 
Inoltre Katia Pringsheim, moglie di Thomas Mann, e Klaus Pringsheim furono suoi nipoti.